# Coudray-Rabut
Coudray-Rabut és un municipi francès situat al departament de Calvados i a la regió de Normandia. L'any 2007 tenia 331 habitants.

## Demografia

### Població
El 2007 la població de fet de Coudray-Rabut era de 331 persones. Hi havia 137 famílies de les quals 30 eren unipersonals (13 homes vivint sols i 17 dones vivint soles), 47 parelles sense fills, 56 parelles amb fills i 4 famílies monoparentals amb fills.
La població ha evolucionat segons el següent gràfic:
Habitants censats

### Habitatges
El 2007 hi havia 161 habitatges, 133 eren l'habitatge principal de la família, 21 eren segones residències i 6 estaven desocupats. 157 eren cases i 2 eren apartaments. Dels 133 habitatges principals, 102 estaven ocupats pels seus propietaris, 24 estaven llogats i ocupats pels llogaters i 8 estaven cedits a títol gratuït; 6 tenien dues cambres, 28 en tenien tres, 39 en tenien quatre i 60 en tenien cinc o més. 132 habitatges disposaven pel capbaix d'una plaça de pàrquing. A 53 habitatges hi havia un automòbil i a 73 n'hi havia dos o més.

### Piràmide de població
La piràmide de població per edats i sexe el 2009 era:
| Homes | Edats   | Dones |
| ----- | ------- | ----- |
| 0     | 95 o +  | 0     |
| 0     | 90 a 94 | 4     |
| 0     | 85 a 89 | 0     |
| 0     | 80 a 84 | 0     |
| 4     | 75 a 79 | 4     |
| 12    | 70 a 74 | 0     |
| 4     | 65 a 69 | 4     |
| 8     | 60 a 64 | 16    |
| 0     | 55 a 59 | 12    |
| 16    | 50 a 54 | 4     |
| 24    | 45 a 49 | 20    |
| 4     | 40 a 44 | 12    |
| 8     | 35 a 39 | 16    |
| 20    | 30 a 34 | 16    |
| 16    | 25 a 29 | 4     |
| 0     | 20 a 24 | 4     |
| 12    | 15 a 19 | 8     |
| 12    | 10 a 14 | 16    |
| 12    | 5 a 9   | 12    |
| 16    | 0 a 4   | 12    |

## Economia
El 2007 la població en edat de treballar era de 215 persones, 155 eren actives i 60 eren inactives. De les 155 persones actives 151 estaven ocupades (75 homes i 76 dones) i 4 estaven aturades (2 homes i 2 dones). De les 60 persones inactives 25 estaven jubilades, 15 estaven estudiant i 20 estaven classificades com a «altres inactius».

### Ingressos
El 2009 a Coudray-Rabut hi havia 123 unitats fiscals que integraven 312 persones, la mediana anual d'ingressos fiscals per persona era de 19.480 €.

### Activitats econòmiques
Dels 23 establiments que hi havia el 2007, 1 era d'una empresa alimentària, 1 d'una empresa de fabricació d'altres productes industrials, 7 d'empreses de construcció, 2 d'empreses de comerç i reparació d'automòbils, 1 d'una empresa d'hostatgeria i restauració, 2 d'empreses immobiliàries, 7 d'empreses de serveis, 1 d'una entitat de l'administració pública i 1 d'una empresa classificada com a «altres activitats de serveis».
Dels 11 establiments de servei als particulars que hi havia el 2009, 1 era un taller de reparació d'automòbils i de material agrícola, 1 paleta, 2 guixaires pintors, 1 fusteria, 2 lampisteries, 1 perruqueria, 1 veterinari i 2 agències immobiliàries.
L'any 2000 a Coudray-Rabut hi havia 13 explotacions agrícoles que ocupaven un total de 148 hectàrees.

## Poblacions més properes
El següent diagrama mostra les poblacions més properes.